# Fyé

Fyé este o comună în departamentul Sarthe, Franța. În 2009 avea o populație de 1,034 de locuitori.